# شاپز جنوبی (کارولینای جنوبی)
شاپز جنوبی(به انگلیسی: Southern Shops) شهری در ایالت کارولینای جنوبی کشور ایالات متحده آمریکا است که جمعیت آن در سرشماری سال ۲۰۱۰ میلادی، ۳٬۷۶۷ نفر بوده‌است.